# Danièle Perrier
Danièle Perrier (* 1947 in Freiburg im Üechtland) ist eine Schweizer Kunsthistorikerin und Präsidentin der Association Internationale des Critiques d’Art Deutschland (AICA).

## Leben
Perrier studierte Kunstgeschichte, Archäologie, Romanistik und Philosophie an den Universitäten Basel und Wien. Nach ihrem Doktorat war sie von 1979 bis 1982 für die Österreichische Akademie der Wissenschaften in Wien und zugleich als Expertin beim Auktionshaus Galerie Koller in Zürich tätig, danach für die Nordstern Versicherungen in Wien. Von 1986 bis 1989 war sie Chefassistentin der Galerie Krinzinger in Wien. Von 1989 bis 1990 war sie Kuratorin am Musée d’Art et d’Histoire Fribourg, wo sie ihre erste große Ausstellung „Wien, auf der Suche nach Eden“ realisierte.
Von 1991 bis 1996 war sie die Gründungsdirektorin des Ludwig Museum Koblenz, das der französischen Kunst nach 1945 gewidmet war. Dort organisierte sie an die 20 Ausstellungen und war für das gesamte Programm verantwortlich. Zu den wichtigsten gehörten die Eröffnungsausstellung Atelier de France und Atelier de la rue, Product of Chohreh Feyzdjou und Klangskulpturen Augenmusik. Von 1996 bis 1999 war sie Lektorin für moderne und zeitgenössische Kunst an der Universität Koblenz-Landau, Campus Koblenz. Seit 1999 war sie im Bereich der Kunst beratend für das Institut der Medien-Kommunikation (IMK) der GMD, jetzt Fraunhofer-Gesellschaft, tätig.
Von August 1999 bis Juni 2012 war sie geschäftsführende künstlerische Leiterin des Künstlerhauses Schloss Balmoral in Bad Ems und als solche für die Stipendiaten von Balmoral und des Landes Rheinland-Pfalz sowie für sämtliche Aktivitäten verantwortlich. Hier wagte sie einen experimentellen Stil und engagierte sich etwa für die Integration von Medienkunst – angefangen 2001 mit Steadicam, einer Videoinstallation von Wiebke Grösch und Frank Metzger über die Bad Emser Medienkunsttage (BEM), bei der Künstler und Wissenschaftler über den Einfluss der neuen Technologien auf Kunst und Gesellschaft befragt wurden – bis hin zur BALMORALE, einer Ausstellung mit Studierenden der Kunsthochschulen Mainz und Saarbrücken.
Von 2001 bis 2004 war sie Koordinatorin der Pépinières Européennes pour jeunes artistes für Deutschland. Seit 2013 ist sie Vizepräsidentin und seit 2016 bis 2023 Präsidentin der AICA Deutschland. Seit 2023 ist sie Vizepräsidentin der AICA International. Derzeit arbeitet sie zudem freischaffend als Kuratorin, Autorin und Kunstberaterin.

## Werke (Auswahl)
- Die spanische Skulptur des 11. Jahrhunderts. Zur Klaerung der Zusammenhaenge und Bedeutung von klein- und Monumentalskulptur. Wien 1979. (Diss. Wien, 1979).
- A la recherche de l'Eden, Vienne, 1950–1990 = Auf der Suche nach Eden, Wien, 1950–1990. [Ausstellung], Museum für Kunst und Geschichte Freiburg, 27. April – 17. Juni 1990. [Katalog]. Musée d'art et d'histoire, Fribourg 1990.